# Unión Nacional de Mujeres Docentes
Fundada en 1904 en Reino Unido como la Liga de Paga Igualitaria, una parte de la Unión Nacional de Docente, fue rebautizada en 1906 como la Federación Nacional de Mujeres Docentes. En 1920 se separó para formar un sindicato independiente, la Unión Nacional de Mujeres Docentes. Fue una organización feminista y mantuvo vínculos cercanos con otros grupos e individuos en el movimiento de emancipación de la mujer. Su objetivo principal fue obtener paga igualitaria para las mujeres pero también se interesó en un amplio abanico de asuntos que afectaban a las docentes, incluyendo la práctica que prohibía a las mujeres casadas trabajar fuera de casa, licencias por maternidad y subsidios familiares. Se preocupó también por la educación en su sentido más amplio y se interesó en muchos problemas como el número de estudiantes por clase, el castigo corporal, la edad de finalización de la escolaridad obligatoria, la formación docente, y debates sociales y políticos más amplios como la pena capital, el sueldo mínimo y la política de salud. En 1961, cuando la paga igualitaria fue conseguida, la Unión no continuó.